# Arcidiocesi di Tiburnia

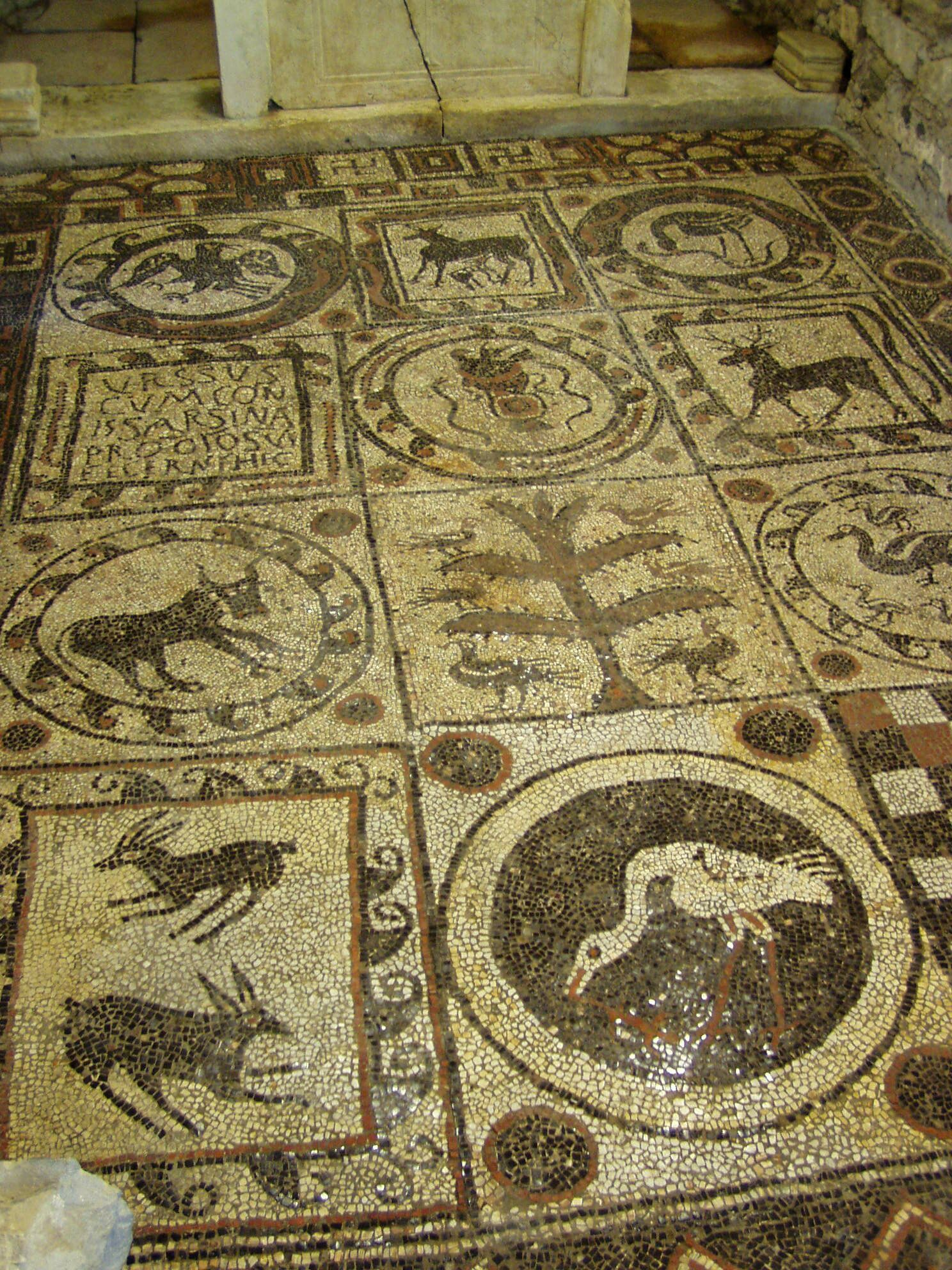
Il mosaico situato nella "Chiesa del cimitero", scoperto nel 1908.

L'arcidiocesi di Tiburnia (in latino Archidioecesis Tiburniensis) è una sede soppressa e sede titolare della Chiesa cattolica.

## Storia
Tiburnia, nei pressi del villaggio di Sankt Peter im Holz (comune di Lendorf) in Austria, è un'antica sede arcivescovile della provincia romana del Norico Mediterraneo.
A seguito della riforma amministrativa introdotta dall'imperatore Diocleziano all'inizio del III secolo, Tiburnia divenne la capitale della nuova provincia del Norico Mediterraneo; in forza di ciò, la Chiesa locale ebbe successivamente il rango di arcidiocesi.
Il primo vescovo conosciuto di Tiburnia è Paolino, menzionato nella vita di san Severino, scritta dal discepolo Eugippo; secondo questa Vita il santo avrebbe predetto l'episcopato al sacerdote Paolino. Non sono più noti vescovi per un secolo circa; nella lettera inviata all'imperatore Maurizio dai vescovi riuniti ad Aquileia nel 591, si parla anche del vescovo della ecclesia Tiburniensis, vissuto all'epoca dell'imperatore Giustiniano I, di cui però non si fa il nome. Infine, un terzo vescovo di Tiburnia, Leoniano, appare tra le firme degli atti del sinodo di Grado, celebrato dal patriarca Elia nel 579.
Nel 1984 sono venuti alla luce i resti della probabile chiesa cattedrale della diocesi. Costruita all'inizio del V secolo, nel secolo successivo, dopo un incendio devastante, fu ricostruita in stile basilicale, a tre navate e tre absidi.
Dal 1968 Tiburnia è annoverata tra le sedi arcivescovili titolari della Chiesa cattolica; dall'8 settembre 2021 l'arcivescovo titolare è Andrés Gabriel Ferrada Moreira, segretario del Dicastero per il clero.

## Cronotassi

### Arcivescovi
- Paolino † (prima del 482 eletto - ?)
- Anonimo † (circa 536/565)
- Leoniano † (menzionato nel 579)

### Arcivescovi titolari
- Emilio Benavent Escuín † (26 agosto 1968 - 3 febbraio 1974 succeduto arcivescovo di Granada)
- Donato Squicciarini † (31 agosto 1978 - 5 marzo 2006 deceduto)
- Víctor René Rodríguez Gómez (13 maggio 2006 - 25 ottobre 2012 nominato vescovo di Valle de Chalco)[1]
- Víctor Manuel Fernández (13 maggio 2013 - 2 giugno 2018 nominato arcivescovo di La Plata)
- Andrés Gabriel Ferrada Moreira, dall'8 settembre 2021